# 복셀 기반의 형태 계측
복셀 기반의 형태 계측(Voxel-based morphometry, VBM)은 국소적인 뇌의 변형을 통계적으로 측정하여 3차원 공간에 투영하는 뇌영상 분석 기술이다. 전통적인 형태 계측은 관심영역을 뇌의 전체 영역 또는 일부 영역에 그려서 해당 부분의 부피를 측정하는 것이었다. 하지만 이렇게 하는 것은 시간이 많이 걸리고 국소 영역보다는 넓은 영역의 부피를 측정하기 때문에 부피의 미세한 차이는 간과된다. VBM은 분석에 사용되는 모든 뇌영상을 템블릿에 정합함으로써 사람들 간에 해부학적인 뇌의 모양이나 크기의 차이를 제거한다. 그 후에 공간적으로 서로 인접한 영역에 있는 데이터 값을 이용하여 스무딩을 시행한다. 마지막으로 각각의 복셀에 대한 뇌영상의 부피를 비교한다.
복셀 기반의 형태 계측은 영국 런던 택시 운전사들의 해마 구조를 분석한 것
으로부터 관심을 받기 시작했다. 택시 운전사들의 해마 뒷 부분은 정상인에 비해서 유의미하게 크고, 앞 부분은 정상인에 비해서 작음을 밝혔다. 이것을 통해서 해마가 런던의 택시 운전사들의 우수한 공간 항해 능력과 관계가 있음을 밝혔다.
또 다른 논문에서는 465명 성인 정상인을 대상으로 나이가 회질, 백질, 뇌척수액의 부피에 미치는 영향을 연구했다. 이 연구에서 전체 회질의 부피는 나이에 따라서 선형적으로 감소함이 밝혀지만, 전체 백질의 부피는 나이에 따라 변하지 않는 것으로 나타났다.
복셀 기반의 형태 계측의 방법론은 Neuroimage에 출판된 Voxel-Based Morphometry - The Methods에 잘 기술되어 있다.

## 뇌 비대칭성 연구를 위한 복셀 기반의 형태 계측
복셀 기반의 형태 계측은 주로 사람들 간의 차이를 조사하는데 이용되었지만, 뇌의 왼쪽과 오른쪽의 신경해부학적 차이를 연구하는 데에도 이용되었다.
복셀 기반의 형태 계측을 이용한 뇌의 비대칭성 연구 절차는 다음과 같다.
1. 왼손잡이와 오른손 잡이, 남자와 여자에 해당되는 뇌영상 데이터를 균형 있게 선별하여 연구에 사영될 뇌영상 템플릿을 구성한다.
2. 영상 분할 기법을 통해서 회백질과 백질 템플릿을 구성한다.
3. 왼쪽과 오른쪽 대뇌 반구의 뇌영상 데이의 평균값으로 대칭적인 회백질과 백질 템플릿을 구성한다.
4. 뇌영상의 영상 분할과 추출을 시행한다. (뇌영상에서 두피 부분을 제거한다.)
5. 대칭 템플릿을 이용해서 분할된 영상을 표준화한다.
6. 표준화된 영상에 공간 필터를 적용한다.
7. 선형 모델을 이용해서 통계 분석을 시행한다. (통계적 매개변수 사상)

## 같이 보기
- 뇌 형태 계측
- 자코비안